# Os Pretendentes à Coroa

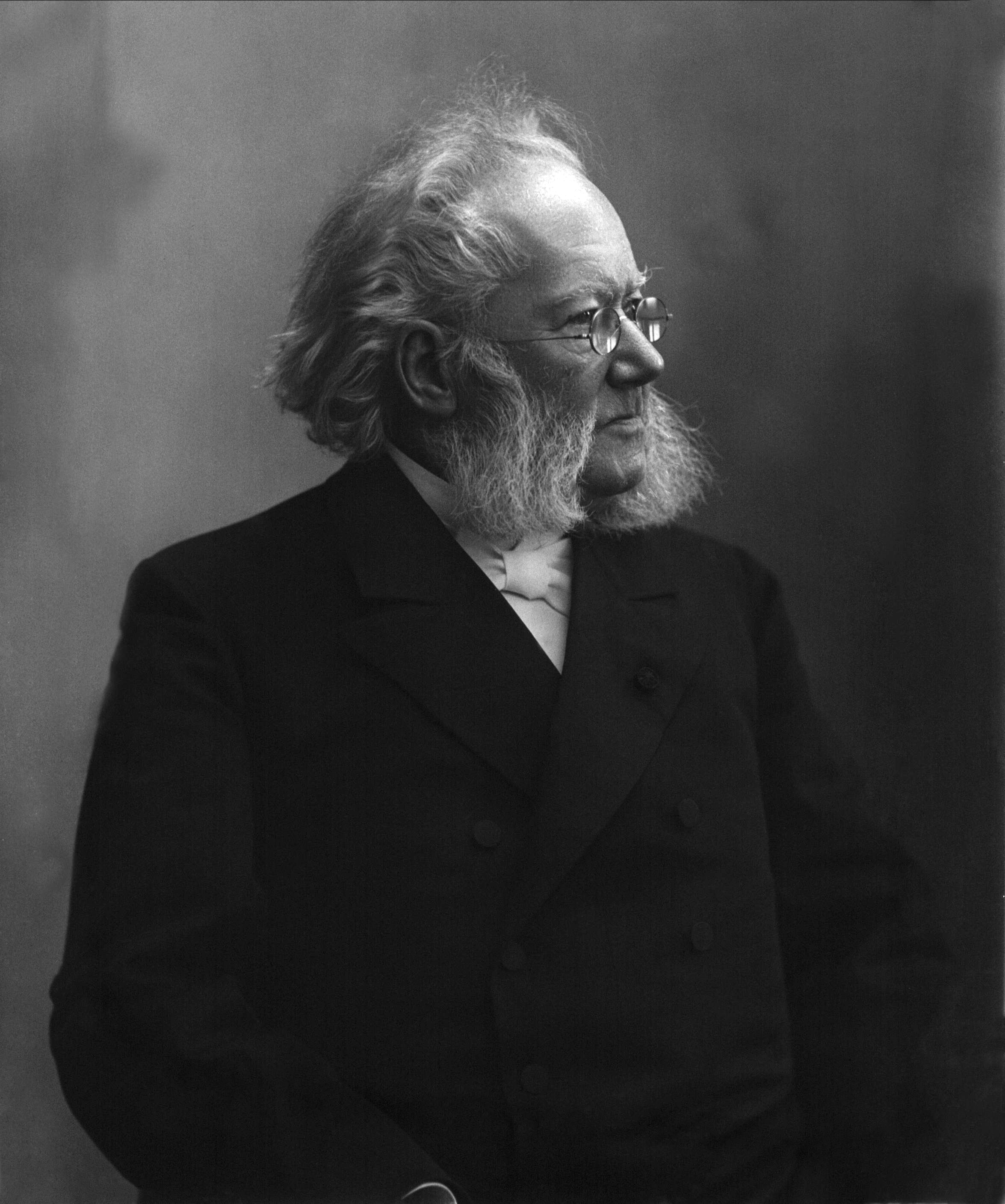
Henrik Ibsen fotografado por Gustav Borgen.

Os Pretendentes à Coroa (Kongs-Emnerne) é uma peça teatral do dramaturgo norueguês Henrik Ibsen, escrita durante o ano de 1863, publicada em 31 em outubro de 1863. A peça estreou no Christiania Theatre em 19 de janeiro de 1864. Era uma peça em cinco atos, ambientada no século XIII, e o enredo girava em torno do conflito histórico entre o rei norueguês Haakon Håkonsson e seu sogro Earl Skule Bårdsson. O enredo tem sido comumente atribuído à rivalidade entre Ibsen e Bjørnstjerne Bjørnson, que tinha sucedido Ibsen como diretor do Norske Theater em 1857.
Ibsen dirigiu a primeira representação da peça, e os personagens Håkon, Skule e Nikolas foram interpretados por Sigvart Gundersen, Nicolaj Wolf e J. P. L. Nielsen, respectivamente. Os críticos não foram totalmente a favor da produção, mas foi um sucesso com o público.

## Enredo
Fonte:
Skule é um cético, pensativo, que chega a duvidar de si mesmo, enquanto Håkon é destinado ao trono pela própria natureza, não tem dúvidas, é o “vencedor nato”. O último rei morrera sem deixar descendentes, e o pretendente deveria ser um nascido como parente do rei. O bispo Nikolas Arnesson, intrigante, esconde os documentos decisivos para incitar a guerra entre os pretendentes, para proveito da igreja. O bispo, agonizante, queima os documentos decisivos, para que a guerra civil continue, enquanto encomenda missas para salvar sua alma. Skule perde a última chance de libertar-se de suas dúvidas, e cai, enquanto Håkon salvará a Noruega.

## Personagens
- Håkon Håkonsson, Rei da Noruega
- Inga de Varteig, mãe de Håkon
- Duque Skule Bårdsson, nobre norueguês e futuro sogro de Håkon
- Lady Ragnhild, esposa de Skule
- Sigrid, irmã de Skule
- Margarida, filha de Skule e futura esposa de Håkon
- Guthorm Ingesson
- Sigurd Ribbung
- Nikolas Arnesson, Bispo de Oslo
- Dagfinn o Camponês, Marechal de Håkon
- Ivar Bodde, capelão de Haakon
- Vegard Vaeradal
- Gregorius Jonsson, um nobre
- Paul Flida
- Ingebjorg, esposa de Anders Skialdarband
- Peter, seu filho, um jovem padre
- Sira Viljam
- Mestre Sigardo de Brabante
- Jatgeir, um poeta
- Baard Bratte

## Características
Supõe-se que a peça foi inspirada pela leitura do terceiro volume de P. A. Munch A História do Povo Noueguês (1857), que lidava com as guerras civis desde Sverre, em 1177, até a queda de Skule, em 1240.
Ibsen afirmava ter tido a ideia da peça em 1858. Entre 1857 e 1862, estava ocupado com suas funções como diretor artístico do Christiania Norske Theater. Em 01 de junho de 1862, ele foi liberado de seu trabalho no teatro, e quando A Comédia do Amor ficou pronta, ele retomou seu trabalho em Os Pretendentes à Coroa, no inverno de 1862-1863.

## Ambientação histórica
Håkon Håkonsson foi rei da Noruega de 1217 a 1263. Na primeira parte do seu reinado, grande parte do poder real estava nas mãos de Skule Bårdsson. Em 1225, Håkon casou com a filha de Skule, Margrét Skúladóttir. A relação entre os dois tornou-se tensa quando Håkon afirmou seu poder. Em 1239, o conflito entre os dois explodiu em guerra aberta quando Skule se proclamou rei. A rebelião terminou em 1240, quando Skule foi condenado à morte. Esta rebelião e a morte de Skule geralmente marcam o fim da Guerra Civil na Noruega, datada de 1130.

## Publicação

### Primeira edição
A peça foi publicada pelo editor Johan Dahl, em Christiania, no final de outubro de 1863 (mas com 1864 no título da página). A edição foi composta por 1250 exemplares, e as vendas foram relativamente pobres.

### Segunda edição
A segunda edição, revista, foi publicada em novembro de 1870 por Gyldendalske Boghandel (F. Hegel), em Copenhague. As mudanças foram quase exclusivamente ortográficas. "Há poucas mudanças", Ibsen escreveu em uma carta ao seu novo editor, Frederik Hegel, datada de 11 de abril de 1870, em Dresden, "devo dizer que achei o diálogo tão firmemente baseado, as linhas de forma tão consistente construídas, que não estava em meu poder condensar ou melhorá-lo".

## Traduções
A peça foi traduzida para o inglês pelo escritor e crítico escocês William Archer como parte de sua publicação, Henrik Ibsen's Prose Dramas Vol III. Este volume consistia em Lady Inger of Östrat (Fru Inger til Østeraad), The Vikings at Helgeland (Hærmændene paa Helgeland) e The Pretenders (Kongs-Emnerne) . Foi publicado por The Walter Company, de Londres, em 1890.